# Guy Tréjan
Guy Tréjan; właściwie Guy Treichler (ur. 18 września 1921 w Paryżu, zm. 25 stycznia 2001 tamże) – francuski aktor.

## Wybrana filmografia
- Gdyby Wersal mógł mi opowiedzieć (1954) jako Louis Marc Rétaux de Villette
- Maria Antonina, królowa Francji (1956) jako Marie Joseph de La Fayette
- Paryżanka (1957) jako pułkownik
- Prawda (1960) jako lekarz
- Sławne miłości (1961) jako gubernator z Bastylii (w noweli 1. pt. Lauzun)
- Uprowadzenie (1961) jako zastępca prefekta
- Trzej muszkieterowie (1961) jako król Ludwik XIII
- Inspektor Leclerc (1962-63; serial TV) jako Gauthier
- Szczęściarze (1962) jako Georges Flavigny, przemysłowiec (w noweli 1. pt. Futro z norek)
- Koko (1963) jako Antoine Brévin
- Domek na wsi (1967) jako klient
- Jo (1971) jako Adrien Colas
- Józef Balsamo (1973; serial TV) jako król Ludwik XV
- Wąż (1973) jako Robert Deval
- Piaf (1974) jako Louis Leplée
- Portret rodzinny we wnętrzu (1974) jako handlarz antykami, współpracownik Blancharda
- Bestia (1975) jako Pierre de l'Espérance
- Obrońca (1992) jako Rimbaud, właściciel baru
- Wierność (2000) jako Julien Clève
- Sala oficerska (2001) jako minister